# Nadine Visser
Nadine Johana Visser (née le 9 février 1995 à Hoorn) est une athlète néerlandaise, spécialiste du 100 m haies et des épreuves combinées.

## Biographie

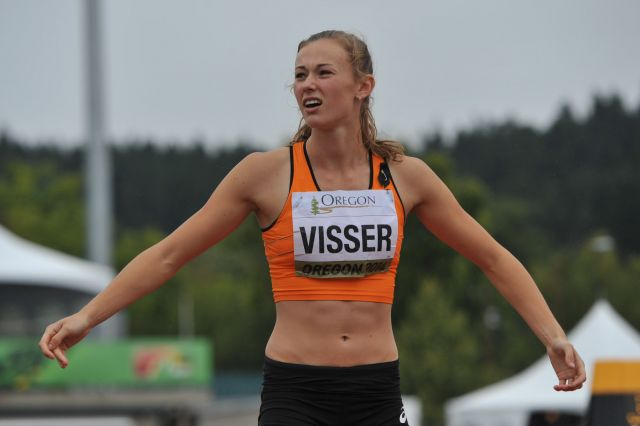
Nadine Visser lors des Championnats du monde juniors 2014.

Double championne olympique de la jeunesse européenne en 2011 sur 100 m haies et 4 x 100 m, elle termine onzième des Championnats du monde juniors de Barcelone en 2012 sur l'Heptathlon. Deux ans plus tard, elle remporte dans ces mêmes championnats à Eugene (États-Unis) deux médailles de bronze : la première sur le 100 m haies en battant le record national junior (12 s 99) et la deuxième sur l'heptathlon avec 5 948 pts.
Le 24 mai 2015, elle bat son record personnel sur 100 m haies en 12 s 97 à Hengelo. Le 31 mai 2015 à l'Hypo-Meeting de Götzis, elle totalise 6 467 points, en battant ses meilleures performances dans quatre des sept épreuves. Elle remporte ensuite la médaille de bronze sur 100 m haies lors des Championnats d'Europe espoirs en 13 s 01, le titre revenant à la Suissesse Noemi Zbären (12 s 71) avant de terminer à la huitième place des Championnats du monde de Pékin, sa première compétition internationale sénior, sur l'heptathlon.
Le 15 avril 2017, elle ouvre sa saison estivale avec un 100 m haies où elle réalise en séries 12 s 87 (temps la qualifiant pour les mondiaux de Londres) puis 12 s 57 en finale, avec toutefois un vent trop fort (+ 4,5 m/s).
Lors des championnats du monde de Londres du 4 au 13 août 2017, Nadine Visser s'aligne sur l'heptathlon qu'elle finit à la 7e place (6 370 pts). Elle atteint également la finale du 100 m haies et prend le même rang, en 12 s 83.
Le 26 août 2017, elle décroche la médaille d'or de l'Universiade à Taipei sur 100 m haies en 12 s 98, malgré un fort vent de face de - 1,3 m/s. Elle bat Elvira Herman (13 s 17).
A partir de 2018 elle arrête l'heptathlon pour se consacrer aux haies. Le 3 février, lors du meeting de Karlsruhe, elle retranche un centième à son record personnel du 60 m haies, pour le porter à 7 s 91. Elle n'est plus qu'à deux centièmes du record des Pays-Bas de Marjan Olyslager, datant de 1989.
Aux championnats du monde en salle de Birmingham, les 2 et 3 mars, Nadine Visser termine 3e de sa série en 8 s 01. En demi-finale, elle remporte sa course et établit à cette occasion un nouveau record des Pays-Bas en 7 s 83. En finale, elle prend un bon départ et parvient à décrocher une surprenante médaille de bronze, en 7 s 84, derrière les Américaines Kendra Harrison (7 s 70, AR) et Christina Manning (7 s 79).
En plein air, elle bat le record national à Stockholm en 12 s 71. Le 9 août 2018, elle termine 4e de la finale du 100 m haies des championnats d'Europe de Berlin en 12 s 88, à 11 centièmes de la médaille de bronze remportée par l'Allemande Cindy Roleder (12 s 77).
En 2019, elle devient championne d'Europe en salle sur 60 m haies.
Elle termine 6e aux championnats du monde de Doha, après avoir battu son record en demi-finale (12 s 62. Elle conserve son titre en salle en 2021 à Toruń. Aux Jeux olympiques de Tokyo elle prend la 6e place. En fin de saison elle est 2e au Weltklasse Zurich en 12 s 51, record national, battue par Tobi Amusan  qui remporte la Ligue de diamant.
Après deux échecs en demi-finale des championnats du monde en 2022 et en 2023, et une 4e place aux championnats d'Europe de Munich tout comme en 2018, elle revient à son meilleur niveau en 2024. Elle égale son record de 12 s 51 à Turku, puis l'abaisse à 12 s 46 à Hengelo puis 12 s 36 au meeting de La Chaux-de-Fonds.

## Palmarès

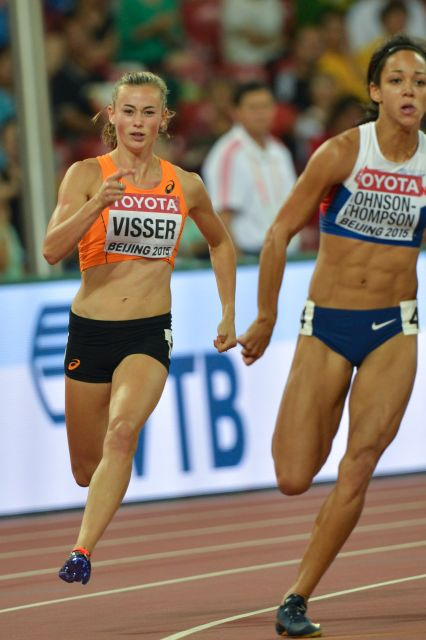
Nadine Visser et Katarina Johnson-Thompson lors des Championnats du monde 2015.

| Date | Compétition                           | Lieu                                  | Résultat | Épreuve     | Marque      |
| ---- | ------------------------------------- | ------------------------------------- | -------- | ----------- | ----------- |
| 2011 | Festival olympique de la jeunesse     | Trabzon                               | 1re      | 100 m haies | 13 s 28     |
| 2011 | Festival olympique de la jeunesse     | Trabzon                               | 1re      | 4 x 100 m   | 46 s 38     |
| 2012 | Championnats du monde juniors         | Barcelone                             | 11e      | Heptathlon  | 5 447 pts   |
| 2013 | Multistars                            | Florence                              | 3e       | Heptathlon  | 5 577 pts   |
| 2014 | Championnats du monde juniors         | Eugene                                | 3e       | 100 m haies | 12 s 99 NJR |
| 2014 | Championnats du monde juniors         | Eugene                                | 3e       | Heptathlon  | 5 948 pts   |
| 2015 | Championnats d'Europe espoirs         | Tallinn                               | 3e       | 100 m haies | 13 s 01     |
| 2015 | Championnats d'Europe par équipes     | Heraklion                             | 3e       | 100 m haies | 13 s 16     |
| 2015 | Championnats d'Europe par équipes     | Heraklion                             | 1re      | 4 x 100 m   | 42 s 88     |
| 2015 | Championnats du monde                 | Pékin                                 | 8e       | Heptathlon  | 6 344 pts   |
| 2015 | Championnats du monde                 | Pékin                                 | —        | 4 × 100 m   | DQ          |
| 2015 | Décastar                              | Talence                               | 3e       | Heptathlon  | 6 257 pts   |
| 2015 | Coupe du monde des épreuves combinées | Coupe du monde des épreuves combinées | 4e       | Heptathlon  | 19 068 pts  |
| 2016 | Jeux olympiques                       | Rio de Janeiro                        | 19e      | Heptathlon  | 6 190 pts   |
| 2017 | Championnats d'Europe en salle        | Belgrade                              | 7e       | 60 m haies  | 8 s 04      |
| 2017 | Hypo-Meeting                          | Götzis                                | 10e      | Heptathlon  | 6 355 pts   |
| 2017 | Mehrkampf-Meeting Ratingen            | Ratingen                              | 2e       | Heptathlon  | 6 183 pts   |
| 2017 | Championnats d'Europe espoirs         | Bydgoszcz                             | 1re      | 100 m haies | 12 s 92     |
| 2017 | Championnats du monde                 | Londres                               | 7e       | 100 m haies | 12 s 83     |
| 2017 | Championnats du monde                 | Londres                               | 7e       | Heptathlon  | 6 370 pts   |
| 2017 | Universiade                           | Taipei                                | 1re      | 100 m haies | 12 s 98     |
| 2018 | Championnats du monde en salle        | Birmingham                            | 3e       | 60 m haies  | 7 s 84      |
| 2018 | Championnats d'Europe                 | Berlin                                | 4e       | 100 m haies | 12 s 88     |
| 2018 | Ligue de diamant                      | Ligue de diamant                      | 6e       | 100 m haies | 12 s 81     |
| 2019 | Championnats d'Europe en salle        | Glasgow                               | 1re      | 60 m haies  | 7 s 87      |
| 2019 | Championnats d'Europe par équipes     | Sandnes                               | 1re      | 100 m haies | 12 s 98     |
| 2019 | Championnats du monde                 | Doha                                  | 6e       | 100 m haies | 12 s 66     |
| 2021 | Championnats d'Europe en salle        | Toruń                                 | 1re      | 60 m haies  | 7 s 77      |
| 2021 | Jeux olympiques                       | Tokyo                                 | 5e       | 100 m haies | 12 s 73     |
| 2022 | Championnats d'Europe                 | Munich                                | 4e       | 100 m haies | 12 s 75     |
| 2023 | Championnats d'Europe en salle        | Istanbul                              | 2e       | 60 m haies  | 7 s 84      |
| 2023 | Jeux européens                        | Chorzów                               | 2e       | 100 m haies | 12 s 81     |
| 2023 | Championnats du monde                 | Budapest                              | finale   | 4 x 100 m   | DNF         |
| 2024 | Championnats d'Europe                 | Rome                                  | 5e       | 100 m haies | 12 s 72     |
| 2024 | Championnats d'Europe                 | Rome                                  | 3e       | 4 x 100 m   | 42 s 46     |
| 2024 | Jeux olympiques                       | Paris                                 | 4e       | 100 m haies | 12 s 43     |
| 2025 | Championnats d'Europe en salle        | Apeldoorn                             | 2e       | 60 m haies  | 7 s 72      |

## Records
| Épreuve           | Performance   | Lieu              | Date              |
| ----------------- | ------------- | ----------------- | ----------------- |
| 100 mètres haies  | 12 s 36 (NR)  | La Chaux-de-Fonds | 14 juillet 2024   |
| Saut en hauteur   | 1,80 m        | Pékin             | 22 août 2015      |
| Lancer du poids   | 13,24 m       | Talence           | 19 septembre 2015 |
| 200 mètres        | 23 s 38       | Arnhem            | 18 juillet 2020   |
| Saut en longueur  | 6,48 m        | Götzis            | 31 mai 2015       |
| Lancer du javelot | 44,01 m       | Götzis            | 31 mai 2015       |
| 800 mètres        | 2 min 13 s 08 | Talence           | 20 septembre 2015 |
| Heptathlon        | 6 467 pts     | Götzis            | 31 mai 2015       |

| Épreuve          | Performance   | Lieu      | Date            |
| ---------------- | ------------- | --------- | --------------- |
| 60 mètres haies  | 7 s 72 (NR)   | Apeldoorn | 7 mars 2021     |
| Saut en hauteur  | 1,75 m        | Sheffield | 26 janvier 2014 |
| Lancer du poids  | 13,89 m       | Apeldoorn | 28 janvier 2017 |
| Saut en longueur | 6,40 m        | Apeldoorn | 21 février 2015 |
| 800 mètres       | 2 min 21 s 90 | Apeldoorn | 5 février 2017  |
| Pentathlon       | 4 428 pts     | Apeldoorn | 5 février 2017  |